# Andrea dell'Asta
 (juillet 2025).
Andrea dell'Asta ou Andrea d'Aste (Bagnoli Irpino, 1674 -  Naples, 1721), est un peintre italien baroque de l'école napolitaine de la fin du XVIIe et du début du XVIIIe siècle.

## Biographie
Andrea dell'Asta a été formé par Francesco Solimena, et a travaillé pendant un temps à Rome. Une grande partie de son travail à Naples a été détruit pendant la Seconde Guerre mondiale.

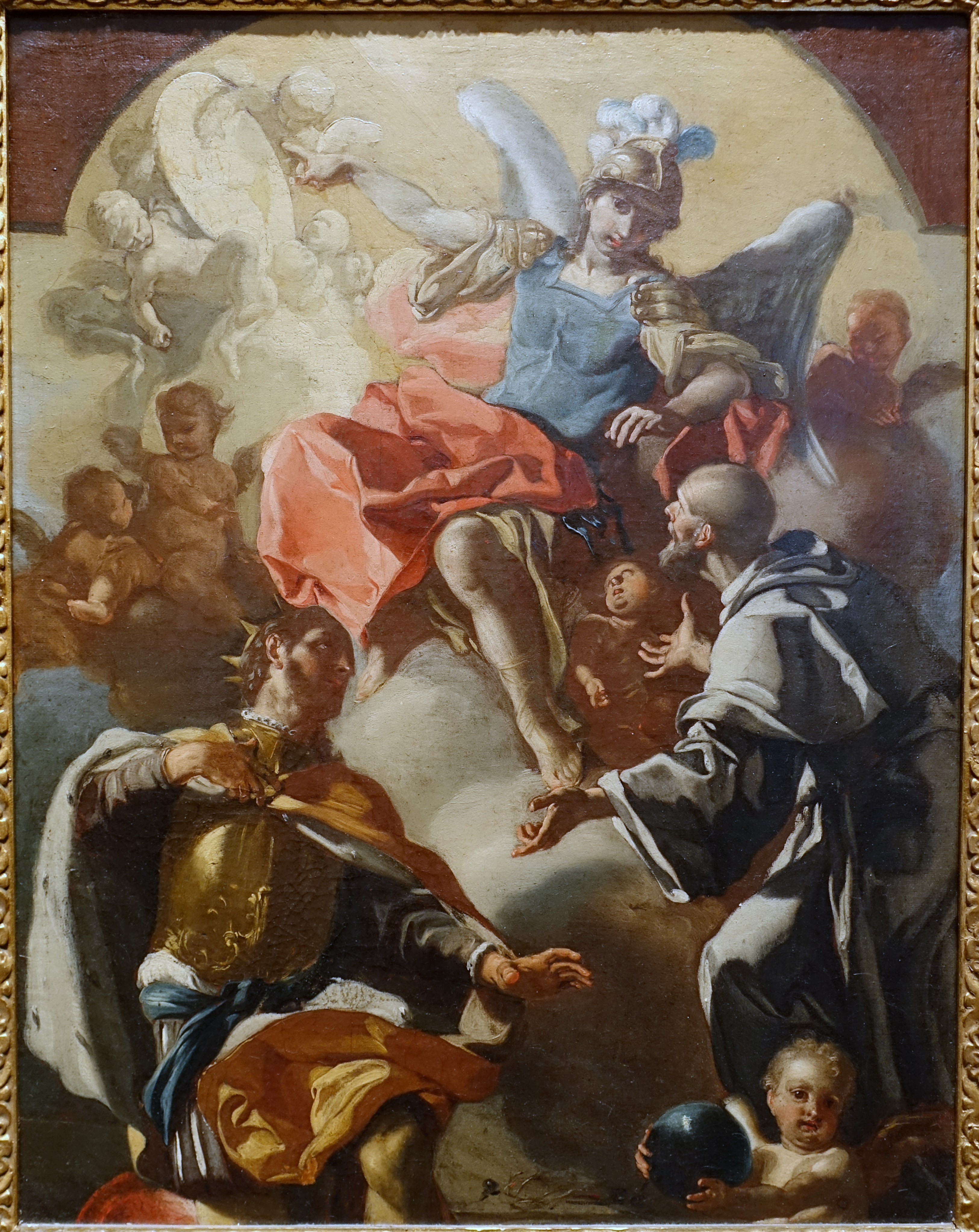
Andrea d'Asta, Saint Michel, Saint Bruno, et Saint Louis de Toulouse, ap. 1709, huile sur toile, Blanton Museum of Art, Austin, Texas

## Œuvres
- Nativité et l'Épiphanie pour l'église des Scalzi de Naples.
- Annonciation pour l'église Santa Maria dell'Avocata de Naples
- Madone pour l'église San Giovanni Battista delle Monache de Naples.